# Línea 10 de TMB
La línea 10, era una línea de autobús urbano de la ciudad de Barcelona, gestionada por la empresa TMB. El 1 de octubre de 2012 dejó de prestar servicio y fue substituida por la línea V21 de la Red Ortogonal de Autobuses de Barcelona.

## Horarios

### Laborables
- De Pº Marítimo a Montbau:

De 7,00 a 7,55 cada 10 - 12 min.
De 7,55 a 10,30 cada 8 - 10 min.
De 10,30 a 22,00 cada 10 - 12 min.
- De Montbau a Pº Marítimo:

De 6,30 a 9,43 cada 8 - 10 min.
De 9,43 a 22,00 cada 10 - 12 min.

### Sábados
- De Pº Marítimo a Montbau:

7,00 - 7,19 - 7,38 - 7,58 - 8,19 - 8,40
De 8,53 a 21,06 cada 13 - 17 min.
21,23 - 21,40 - 22,00
- De Montbau a Pº Marítimo:

7,00 - 7,20 - 7,40 - 8,00
De 8,13 a 21,42 cada 13 - 17 min.
22,00

### Domingos y festivos
- De Pº Marítimo a Montbau:

8,35 - 9,00
De 9,22 a 22,00 cada 22 - 24 min.
- De Montbau a Pº Marítimo:

De 8,00 a 9,20 cada 20 min.
De 9,20 a 21,18 cada 22 - 24 min.
De 21,18 a 22,00 cada 21 min.

## Recorrido
- De Pº Marítimo a Montbau por: Pº Marítimo, Marina, Rosellón, Padilla, Túnel de la Rovira, Av. del Estatuto de Cataluña, Barrio Montbau.

- De Montbau a Pº Marítimo por: Barrio Montbau, Av. del Estatuto de Cataluña, Túnel de la Rovira, Levante, Av. Icaria, Ramón Trías Fargas

## Material rodante
En la línea 10 circulaban autobuses de piso bajo. Los autobuses disponían de una pantalla que informaba a los pasajeros de la próxima parada, y de los enlaces que dispone en ella.

## Otros datos
La línea estaba totalmente adaptada a personas con movilidad reducida. También disponía del sistema TMB iBus, es decir, los usuarios podían saber a través de teléfonos móviles o por internet, el tiempo restante para la llegada de los próximos dos autobuses de la línea, desde la parada seleccionada.

## Líneas
| Líneas de autobuses que prestan servicio en Barcelona |               |                  |
| Línea anterior:                                       | Línea actual: | Línea siguiente: |
| 9 Línea 9                                             | 10 Línea 10   | 11 Línea 11      |